# 維舍韋塞萊
50°15′51″N 35°9′18″E / 50.26417°N 35.15500°E
維什切-韋塞萊（烏克蘭語：Вищевеселе）是位於烏克蘭東北部的村莊，由蘇梅州奥赫蒂尔卡区的基里基夫卡市鎮負責管轄。該村處於韋謝拉河畔，分別距離普羅科片科韋1公里和韋謝列1.5公里，海拔高度135米，2001年人口495。